# Divino Filho

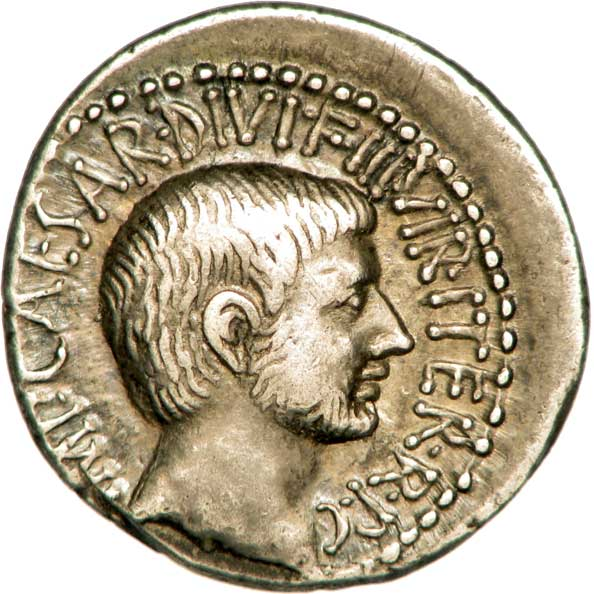
Efígie numismática de Otaviano

Divino Filho ou Filho do Divino (em latim: Divi Filius) foi um título muito usado pelo filho adotivo de Júlio César, seu sobrinho-neto Otaviano, o futuro imperador Augusto.

## Otaviano
Em 1 de janeiro de 42 a.C., quase dois anos após o assassinato de Júlio César em 15 de março de 44 a.C., mas antes da vitória final do Segundo Triunvirato sob os conspiradores que tinham tomado sua vida, o senado romano reconheceu César como uma divindade. Ele foi, portanto, referido como Divino Júlio (Divus Iulius), e seu filho adotivo denominou-se Divino Filho (filho de um deificado, filho do deus). A forma mais completa, "Filho do Divino Júlio" (divi Iuli filius) também foi usada.
Otaviano usou o título para avançar sua posição política, finalmente, superando todos os rivais pelo poder dentro do Estado romano. O título foi para Otaviano "um útil instrumento de propaganda", e foi exibido nas moedas que ele emitiu.

## Outros imperadores
Desde o próprio Augusto (o título "Augusto" foi oficialmente conferido a Otaviano em 27 a.C.) e alguns outros imperadores romanos divinizados após a morte, o título também foi aplicado a alguns dos sucessores de Augusto: Tibério, Nero, e Domiciano.